# Lina Wolff
Lina Wolff (Lund, 22 ottobre 1963) è una scrittrice svedese.

## Biografia
Nata nel 1973 a Lund, vive e lavora nella provincia di Scania.
Ha vissuto in Italia e Spagna e ha scritto la sua prima raccolta di racconti Många människor dör som du, poi pubblicata nel 2009, mentre viveva a Valencia e Madrid.
Ha dato alle stampe il suo primo romanzo, Bret Easton Ellis och de andra hundarna, nel 2012 e in seguito ha pubblicato altri due romanzi.
Vincitrice del Premio August nel 2016 con Gli amanti poliglotti, romanzo tradotto in 10 lingue, suoi contributi sono apparsi in antologie e riviste letterarie quali Granta.

## Opere

### Romanzi
- Bret Easton Ellis och de andra hundarna (2012)
- Gli amanti poliglotti (De polyglotta älskarna, 2016), Torino, Codice, 2020 traduzione di Andrea Berardini ISBN 978-88-7578-886-5.
- Il tempo della carne (Köttets tid, 2019), Torino, Codice, 2021 traduzione di Andrea Berardini ISBN 978-88-7578-950-3.

### Raccolte di racconti
- Många människor dör som du (2009)

## Premi e riconoscimenti
- Premio August: 2016 vincitrice nella categoria "Narrativa" con Gli amanti poliglotti